# Teodolinda (nome)
Teodolinda  è un nome proprio di persona italiano femminile.

## Varianti
- Ipocoristici: Tea
- Maschili: Teodolindo
  - Ipocoristici: Teo

### Varianti in altre lingue
- Croato: Teodelinda
- Francese: Théodelinde
- Germanico: Þeudelinda[1]
- Polacco: Teodolinda
- Portoghese: Teodolinda
- Tedesco: Dietlinde[1], Theudelinde

## Origine e diffusione
Deriva dalle radici germaniche þeud (o thind o diot,  "popolo", da cui anche Teodorico, Detlef, Dieter e Teodemaro) e linde ("tenero", "morbido") o lind ("scudo"), e può quindi significare "benevola verso il popolo" oppure "difesa del popolo".

## Onomastico
L'onomastico si può festeggiare in ricordo di Teodolinda, regina dei Longobardi, commemorata come santa o come beata il 22 gennaio, ma il cui culto non è ufficialmente riconosciuto dalla Chiesa.

## Persone

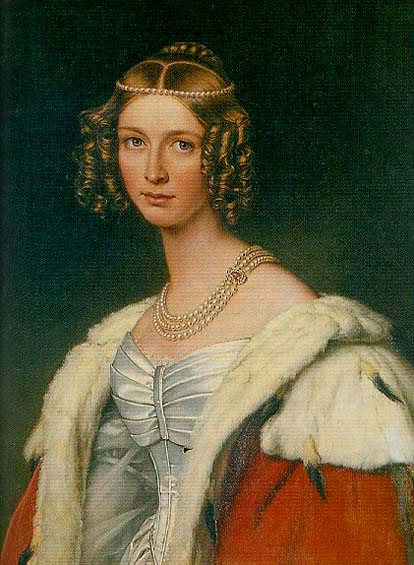
Teodolinda di Leuchtenberg

- Teodolinda, regina dei Longobardi e regina d'Italia
- Teodolinda di Leuchtenberg, principessa di Beauharnais, duchessa di Urach e contessa di Württemberg
- Teodolinda Sabaino Migliara, pittrice italiana

### Variante Dietlinde
- Dietlinde Gruber, vero nome di Lilli Gruber, giornalista, scrittrice e politica italiana

## Il nome nelle arti
- Dietlinde Eckart è un personaggio della serie manga Fullmetal Alchemist.
- Teodolinda la strega è un personaggio del film Maga Martina e il libro magico del draghetto.